# Fembach (Seeon-Seebruck)
Fembach ist ein Dorf der Gemeinde Seeon-Seebruck im oberbayerischen Landkreis Traunstein. Der Ort liegt etwa anderthalb Kilometer nordwestlich des Chiemseeufers im Chiemgau. Nachbarortschaften sind Weitmoos, Lambach, Straßham und Stetten. Nordwestlich des auf dem niedrigen Hügel einer pleistozänen Schottermoräne erbauten Ortes liegt nahe das Weitmoos, nordöstlich der Burghamer Filz.